# Satoshi Kirishima
Satoshi Kirishima ( japonês :桐島聡, romanizado :  Kirishima Satoshi , 9 de janeiro de 1954 – 28 de janeiro de 2024) foi um anarquista e terrorista japonês e membro da Frente Armada Anti-Japão do Leste Asiático . Ele participou do atentado à bomba na Mitsubishi Heavy Industries em 1974 , que matou oito pessoas. Em 2 de fevereiro de 2024, a polícia japonesa informou que um homem avisou à policia antes de morrer em um hospital que ele era um dos fugitivos mais procurados do Japão.